# Raoul Vaneigem
Raoul Vaneigem (* 1934 in Lessines, Belgien) ist Künstler, Autor und Kulturphilosoph.  (Niederländische Aussprache: [raul vɑnɛi̯ɣəm])

## Leben
Vaneigem studierte zunächst Romanistik.
Er galt in den 1960er Jahren neben Guy Debord und Asger Jorn als einer der einflussreichsten Theoretiker der Situationistischen Internationalen (SI). Bei einigen Ausgaben der Zeitschrift internationale situationniste war er Herausgeber.
Er verfasste u. a. die Basisbanalitäten und das Handbuch der Lebenskunst für die jungen Generationen (1967).
Im Gegensatz zum mehr theoretisch-abstrakten philosophischen Werk Debords sind seine Texte von einem lyrischeren Stil geprägt und gelten als zugänglicher. Vom Anarchismus und von Georges Bataille beeinflusst, fordert er einen Lebensstil für jedermann, der sich am luxuriösen Lebensstil der früheren Aristokratie orientiere (Herren ohne Sklaven).
In seinem Handbuch betont Vaneigem die Leidenschaft und die Subjektivität als treibende Kräfte künstlerischen und politischen Handelns. Er setzt sich mit dem Individuum und der Gesellschaft auseinander, mit Emotionalität, mit Macht und Freiheit, dem Opfer und der Poesie. Er fragt nach der Möglichkeit, sich in der modernen technisierten Gesellschaft selbst zu verwirklichen, und propagiert eine radikale Zurückweisung aller Beschränkungen, die diese dem Individuum zu Unrecht aufzwänge. Dabei zitiert er Lautreamont, Marx, Rabelais, anarchistische Literatur, Søren Kierkegaard und Wassili Rosanow, Albert Einstein und Friedrich Nietzsche, Wilhelm Reich und Künstler des Surrealismus und Dadaismus.
Entsprechend seinen eigenen Forderungen legt er keine kühle Analyse der Gesellschaft vor, sondern eine entschieden subjektive, leidenschaftliche Stellungnahme gegen die moderne Technokratie, er sieht sich dabei selbst nicht als Philosophen.
Vaneigems Ideen hatten Einfluss auf die Forderungen der Studentenbewegung in Frankreich 1968, seine Bücher wurden in Zeitungen für den Aufruhr verantwortlich gemacht.
1970 verließ er die S.I. und begründete das in seinem Abschiedsbrief mit dem Scheitern der Gruppe und seiner selbst, was Debord wütend zurückwies.
Bis heute Autor, verfasste er 1998 das Buch An die Lebenden, in dem er sich noch einmal vehement für die Kostenlosigkeit der Bedürfnisse und das individuelle Erleben einsetzt und die tyrannische Macht der Arbeit und des Geldes kritisiert. Die Heiligsprechung der Ökonomie negiere das konkrete Individuum, bewirke den Schlaf seiner Vernunft, verkrüppele seine Emotionalität. Zugleich distanzierte er sich von einer früheren Begeisterung für gewaltsamen Anarchismus und propagierte auch Ökologie und Feminismus.
Vaneigem verfasste auch Abhandlungen über die Geschichte des Surrealismus („Der radioaktive Kadaver“, unter dem Pseudonym Jules Francois Dupuis) und über ketzerische Strömungen christlicher Mystik im frühen Mittelalter der Brüder und Schwestern des freien Geistes („The Movement of the Free Spirit“).
Der Fischer-Verlag wollte das „Handbuch der Lebenskunst“ zunächst 1972 in Deutschland publizieren, zog sein Vorhaben aber dann wieder zurück. Die erste deutsche Ausgabe erschien in Düsseldorf 1973, übersetzt und herausgegeben von der Projektgruppe Gegengesellschaft. Im August 2008 erfolgte bei Nautilus eine überarbeitete Neuausgabe. Zeitlebens äußert sich Vaneigem kritisch zu Kapitalismus, Neoliberalismus und Entfremdung, wobei seine Veröffentlichungen noch immer vom Geist der situationistischen Bewegung geprägt sind. So wurde 2024 in deutscher Übersetzung sein Aufruf zur weltweiten Gründung von Gemeinschaften im Kampf für ein freies, authentisches menschliches Leben online publiziert.
Auf Musikplattformen findet sich sein Lied La vie s'écoule, la vie s'enfuit.

## Französische Bibliographie
- Traité du savoir-vivre à l’usage des jeunes générations. 1967.
- Le livre des plaisirs. 1979.
- Le mouvement du libre-esprit. 1986.
- Adresse aux vivants sur la mort qui les gouverne et l’opportunité de s'en défaire. 1990.
- Lettre de Staline à ses enfants enfin réconciliés de l’Est et de l’Ouest. 1992.
- Le livre des plaisirs. 1993.
- La résistance au christianisme. Les hérésies des origines au XVIIIe siècle. 1993.
- Les hérésies. 1994.
- Avertissement aux écoliers et lycéens. 1995.
- Nous qui désirons sans fin. 1996.
- La Paresse. 1996.
- Notes sans portée. 1997.
- Dictionnaire de citations pour servir au divertissement et à l’intelligence du temps. 1998.
- Déclaration des droits de l’être humain. De la souveraineté de la vie comme dépassement des droits de le l’homme. 2001.
- Pour une internationale du genre humain. 2001.
- Déclaration universelle des droits de l’être humain. 2001.
- Pour l'abolition de la société marchande pour une société vivante. 2002.
- Salut à Rabelais! Une lecture au présent. 2003.
- Rien n’est sacré, tout peut se dire. 2003.
- Le Chevalier, la Dame, le Diable et la Mort. 2003.
- Modestes propositions aux grévistes. 2004.
- Voyage à Oarystis. 2005.
- Journal imaginaire. Le Cherche midi, Paris 2005.
- Éloge de la paresse affinée. Publié dans le recueil de textes La Volonté de paresse, L'or des fous éditeur 2006.
- Pour une internationale du genre humain. Publié simultanément en français et en persan, L'or des fous éditeur 2006.
- Entre le deuil du monde et la joie de vivre. Verticales | phase deux 2008.
- Ni pardon ni talion. 2009.
- De l’amour. Le Cherche midi, Paris 2010.
- L’État n’est plus rien, soyons tout. 2010.
- Lettre à mes enfants et aux enfants du monde à venir. 2012.
- Les Cueilleurs de mots. Illustré par Gabriel Lefebvre. 2012.
- Histoire désinvolte du surréalisme. Initialement publiée sous le pseudonyme de Jules-François Dupuis aux éditions Paul Vermont, Collection rappel au désordre en 1977, puis réédité aux éditions  L'Instant en 1988; édition revue et corrigée, Libertalia 2013.
- Rien n'est fini, tout commence. Livre d'entretiens avec Gérard Berréby, Éditions Allia 2014.
- De la destinée. Le Cherche midi, Paris 2015.
- Propos de table, Dialogue entre la vie et le corps. Le Cherche Midi 2018.
- Contribution à l'émergence de territoires libérés de l'emprise étatique et marchande. Rivages, 2018.
- Appel à la vie contre la tyrannie étatique et marchande. Libertalia 2019.
- La liberté enfin s'éveille au souffle de la vie. Le Cherche midi, Paris, 2020.
- L'insurrection de la vie quotidienne. Textes et entretiens. Éditions Grevis, Caen 2020. ISBN 978-2-9568078-2-7.

## Deutsche Bibliographie (Auszug)
- Handbuch der Lebenskunst für die jungen Generationen. Projektgruppe Gegengesellschaft, Düsseldorf 1973; Verlag Association, Hamburg 1977, ISBN 3-88032-054-3; Edition Nautilus, Hamburg 2008, ISBN 978-3-89401-584-8
- Ratgeb (Pseud.): Vom wilden Streik zur generalisierten Selbstverwaltung. MaD-Verlag Schulenburg, Hamburg 1975
- Jules Francois Dupuis (Pseud.): Der radioaktive Kadaver, eine Geschichte des Surrealismus. Edition Nautilus, Hamburg 1979, ISBN 3-921523-45-1
- Das Buch der Lüste. Edition Nautilus, Hamburg 1984, ISBN 3-921523-71-0
- An die Lebenden. Eine Streitschrift gegen die Welt der Ökonomie. Edition Nautilus, Hamburg 1998, ISBN 3-89401-288-9
- Zwischen der Trauer um die Welt und der Lust am Leben. Die Situationisten und die Veränderung der Haltungen. Edition Nautilus, Hamburg 2011, ISBN 978-3-89401-746-0

## Zitate
- Leute, die über Revolution reden, oder über Klassenkampf, ohne sich dabei explizit auf das alltägliche Leben zu beziehen, die nicht verstehen, was subversiv an der Liebe ist und was positiv ist an der Zurückweisung von Beschränkungen, solche Leute haben eine Leiche in ihrem Mund.

- Im Blickwinkel der Macht sind ein Stein, ein Baum, ein Mixer und ein Elektronenbeschleuniger gleichermaßen tote Gegenstände… […] Dennoch weiß ich, daß mich die Gegenstände, jenseits ihrer vorgegebenen Bedeutung, wieder begeistern werden; weiß ich, wie erregend eine Maschine wirken kann, wenn sie in den Dienst von Spiel, Phantasie und Freiheit gestellt wird. In einer Welt, in der alles lebendig ist, Bäume und Steine eingeschlossen, gibt es keine passiv betrachteten Zeichen mehr. Mit Freude beginnt alles zu sprechen…

- Wir wollen keine Welt, in der die Garantie, nicht zu verhungern, mit der Gefahr erkauft wird, vor Langeweile zu sterben.

- Wenn der Künstler – der jeder ist, der zu leben versucht – den erlebten Moment dem schönen Schein opfert, dann folgt er dabei auch seinem Wunsch, seine Träume weiter in die gegenständliche Welt der anderen Menschen hinein auszudehnen. So gesehen überträgt er dem Gegenstand, den er schafft, die Mission, seine eigene individuelle Verwirklichung in der Gemeinschaft zu vollenden. Die Kreativität ist ihrem Wesen nach revolutionär.

(„Handbuch der Lebenskunst für die jungen Generationen“, 1967)
- Dreissig Jahre später erfasst man beim ersten Blick von einem Ende des Erdballs zum anderen die verfallene Bühne, das abgenutzte Spektakel, die lächerlich gewordene Macht, die ausgefransten Rollen einer zusammengeflickten, knauserigen Ökonomie.

(„An die Lebenden“, 1997)
- Bei jeder Gelegenheit wird von uns verlangt, unterwürfig zu sein und einer mechanistischen Wirtschaft zu gehorchen, die durch die Ware regiert. Wir stimmen zu, uns an manipulierte Objekte zu gewöhnen, daran, am Arbeitsmarkt verkauft zu werden, entsprechend den Kriterien von Verkaufbarkeit, Wettbewerb, Wettbewerbsfähigkeit, Austausch, Preis, spektakulärer Verpackung. Gegen dieses ökonomisierte Leben, das uns zugleich physisch und psychisch konditioniert, versuche ich, die Langeweile der Routine, und die Wahlmöglichkeiten, vor die ich jede Minute gestellt werde, zu durchbrechen – in einem Labyrinth der Möglichkeiten, das sich entsprechend meiner eigenen Disposition und den Gesetzen der dominanten Welt öffnet oder schliesst.

(2003 im Interview mit Le Monde)
- Der Witz von Vaneigems Pamphlet liegt weniger in der analytischen Durchdringung der kapitalistisch 'klimatisierten Vorhalle des Todes' als vielmehr in dem authentischen Pathos, mit welchem es an die Kraft des Lebendigen appelliert.

(Die Zeit über Vaneigems Buch „An die Lebenden“)